# Daniel J. Bernstein

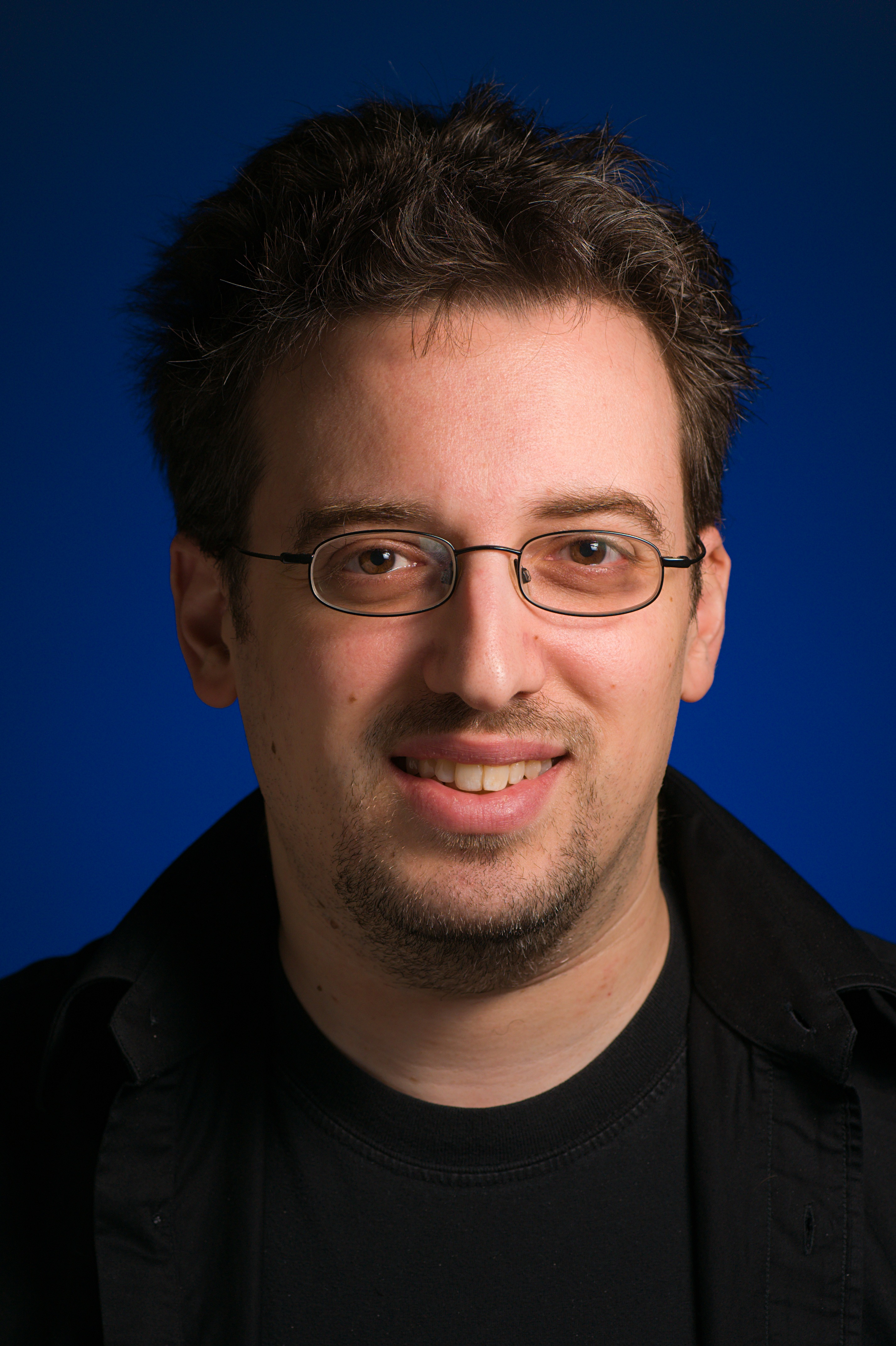
Daniel J. Bernstein (2010)

Daniel Julius Bernstein (ook wel bekend als djb; geboren op 29 oktober, 1971) is een Duits-Amerikaanse wiskundige, cryptoanalist, en  programmeur. Hij is hoogleraar wiskunde en informatica aan de Technische Universiteit Eindhoven en research hoogleraar aan de Universiteit van Illinois te Chicago. Bernstein is onder andere bekend vanwege de door hem geschreven software qmail en djbdns, ook is hij een groot voorstander van licentie-vrije software.
Bernstein droeg als vervanging voor het SMTP, POP3 en het IMAP protocol Internet Mail 2000 naar voren. Echter, Internet Mail 2000 is nooit geworden wat Bernstein ervan gehoopt had.